# کربنیفر
| پرمین                                                       | سیسورالین  | آسلین     | → پس از آن  |
| کربنیفر                                                     | پنسیلوانین | گژلین     | ۲۹۸٫۹–۳۰۳٫۷ |
| کربنیفر                                                     | پنسیلوانین | کازیمووین | ۳۰۳٫۷–۳۰۷٫۰ |
| کربنیفر                                                     | پنسیلوانین | مسکوین    | ۳۰۷٫۰–۳۱۵٫۲ |
| کربنیفر                                                     | پنسیلوانین | باشکیرین  | ۳۱۵٫۲–۳۲۳٫۲ |
| کربنیفر                                                     | میسیسیپین  | سرپوخووین | ۳۲۳٫۲–۳۳۰٫۹ |
| کربنیفر                                                     | میسیسیپین  | ویزین     | ۳۳۰٫۹–۳۴۶٫۷ |
| کربنیفر                                                     | میسیسیپین  | تورنزین   | ۳۴۶٫۷–۳۵۸٫۹ |
| دوونین                                                      | پسین       | فامنین    | → پیش از آن |
| بخش‌بندی‌های دوره کربنیفر بر پایه کمیسیون بین‌المللی چینه‌شناسی |            |           |             |

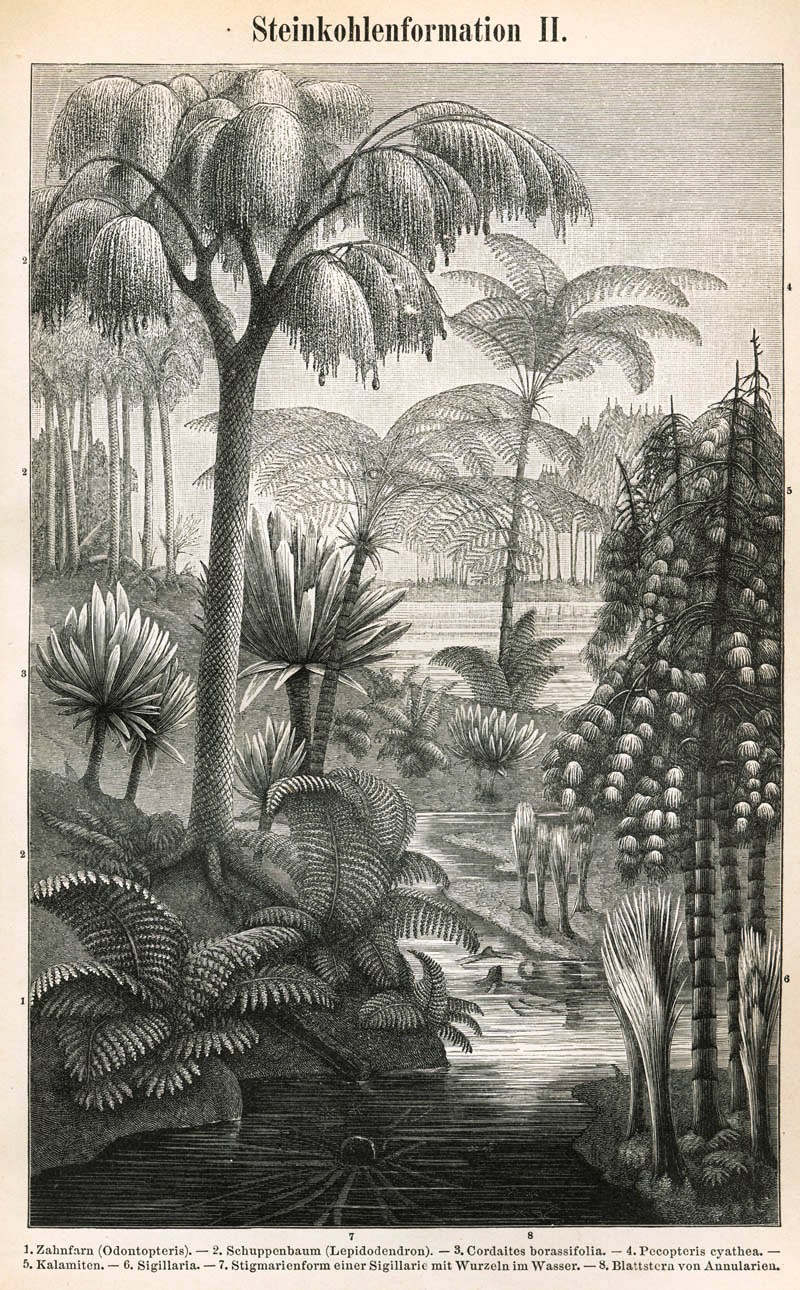
طرح گیاهان معمول دوره کربنیفروس.

کَربُنیفِر یا کَربُنیفِروس (Carboniferous) یا زُغالین‌بَر یکی از دوره‌های زمین‌شناسی است که حدود ۳۵۹ تا ۲۹۹ میلیون سال پیش طول کشید. در این دوره، زمین پوشیده از جنگل‌های انبوه و باتلاقی بود و درختان عظیمی مثل سرخس‌های چوبی و لیکوپسیس رشد می‌کردند. برگ و تنهٔ این گیاهان بعد از مرگشان در باتلاق‌ها دفن می‌شدند و در طی میلیون‌ها سال تبدیل به زغال‌سنگ شدند؛ به همین دلیل نام این دوره «کربنیفر» به‌معنای «زغال‌سنگ‌آور» گذاشته شده است. جانوران خشکی‌زی، به‌ویژه حشرات و نخستین خزندگان، در این دوره گسترش یافتند. همچنین سطح اکسیژن جو بسیار بالا بود و باعث شد بعضی حشرات، مانند سنجاقک‌ها، به اندازه‌هایی غول‌پیکر برسند. این دوره پایانی بر جهان گرمسیریِ پیش از آن بود و به دنبال آن عصر یخبندان کوچکی آغاز شد.

## توصیف علمی
کربنیفر یکی از دوره‌های زمین‌شناسی از دوران دیرینه‌زیستی است که از پایان دوونین، در  ۰٫۴ ± ۳۵۸٫۹ میلیون سال پیش، تا آغاز پرمین، در ۰٫۱۵ ± ۲۹۸٫۹ میلیون سال پیش طول کشید.
اکسیژن جو در این دوره به بالاترین حد خود (۳۵٪) رسید. جنگل‌های وسیعی سطح زمین را پوشانده بود که بعداً تبدیل به زغال سنگ شدند.  زندگی جانوران بر روی زمین (روی خاک و خشکی) در دوره کربنیفروس کاملاً شکل گرفته بود و دوزیستان و خزندگان و بندپایان فراوان بودند و بسیاری ازاین جانوران از نمونه‌های امروزی خیلی درشت‌تر بودند.
جانداران دریایی این دوره شامل روزن‌داران، گل‌سان‌زیان، خزه‌زیان، صدفیان، بازوپایان، شاخ‌قوچی،  هدرلیدها, ریزپوسته‌سانان و خارپوستان (به ویژه زنبق دریایی) بود.
یکی‌ از ویژگی‌‌های خاص این دوره زمین شناسی‌، همانطور که از نامش پیداست، فراوانی بسیار صخره‌های زغال سنگی‌ می‌باشد، که احتمالا دلیل اصلی‌ آن تکامل پلیمر لیگنین در پوسته درختان است.  در آن زمان بخاطر عدم وجود حشرات و باکتری هایی که بتوانند به‌طور مؤثر لیگنین را تجزیه کنند، درختان مرده فرصت کافی‌ برای تبدیل شدن به فسیل را داشتند. در دوره‌های بعدی زمین شناسی‌، جانوران و باکتریهایی که قادر به تجزیه پوست درختان هستند، دیگر تکامل یافته بودند. به همین دلیل دورهٔ کربنیفر نسبت به دوره‌های دیگر زمین شناسی‌، به طرز قابل ملاحظه‌ای بیشتر حاوی صخره‌های زغال سنگی‌ می‌باشد.در این دوره تریلوبیت ها تنها ۱ سرده از آنها باقی مانده بود!ا 

کربنیفروس خود به دو زیردوره (subperiod) تقسیم می‌شود:
- میسیسیپین (۳۵۸٬۹ تا ۳۲۳٫۲ میلیون سال پیش)
- پنسیلوانین (۳۲۳٬۲ تا ۲۹۸٬۹ م. س.پ)

## نگارخانه

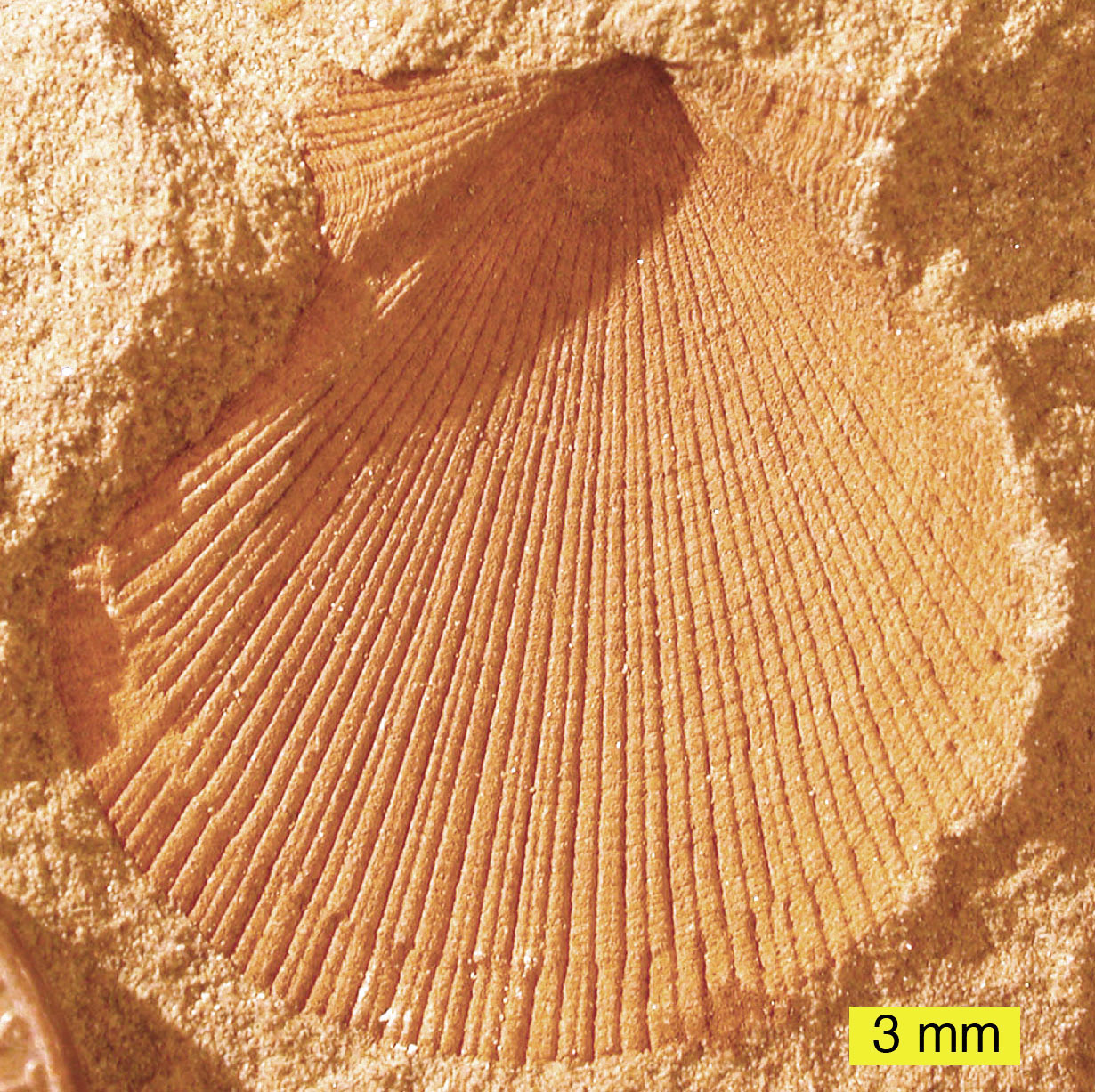
Aviculopecten subcardiformis; یک دوکفه‌ای یافت شده در ووستر، اوهایو
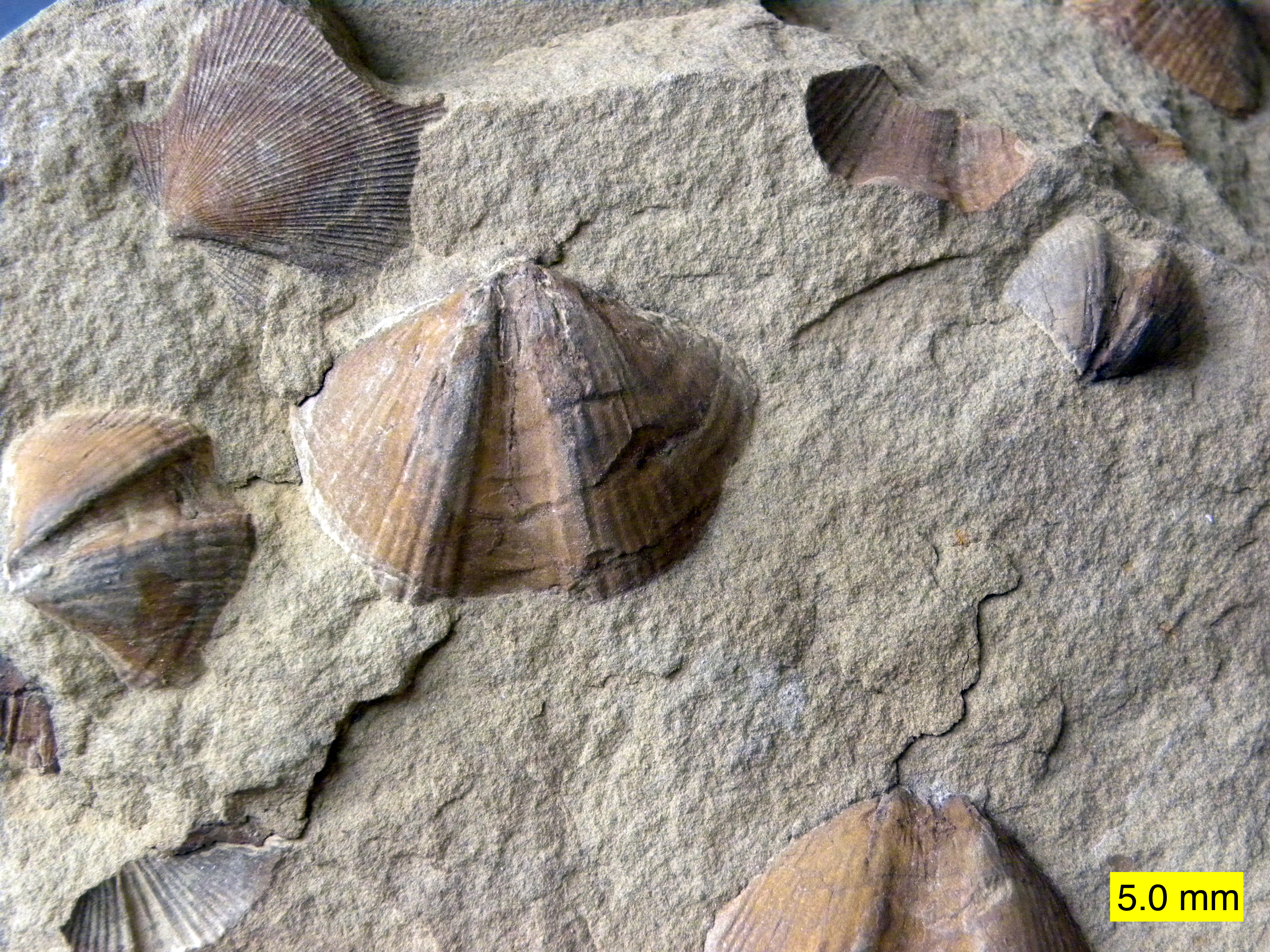
Bivalves (Aviculopecten) and brachiopods (Syringothyris) in the Logan Formation (Lower Carboniferous) in Wooster, Ohio.
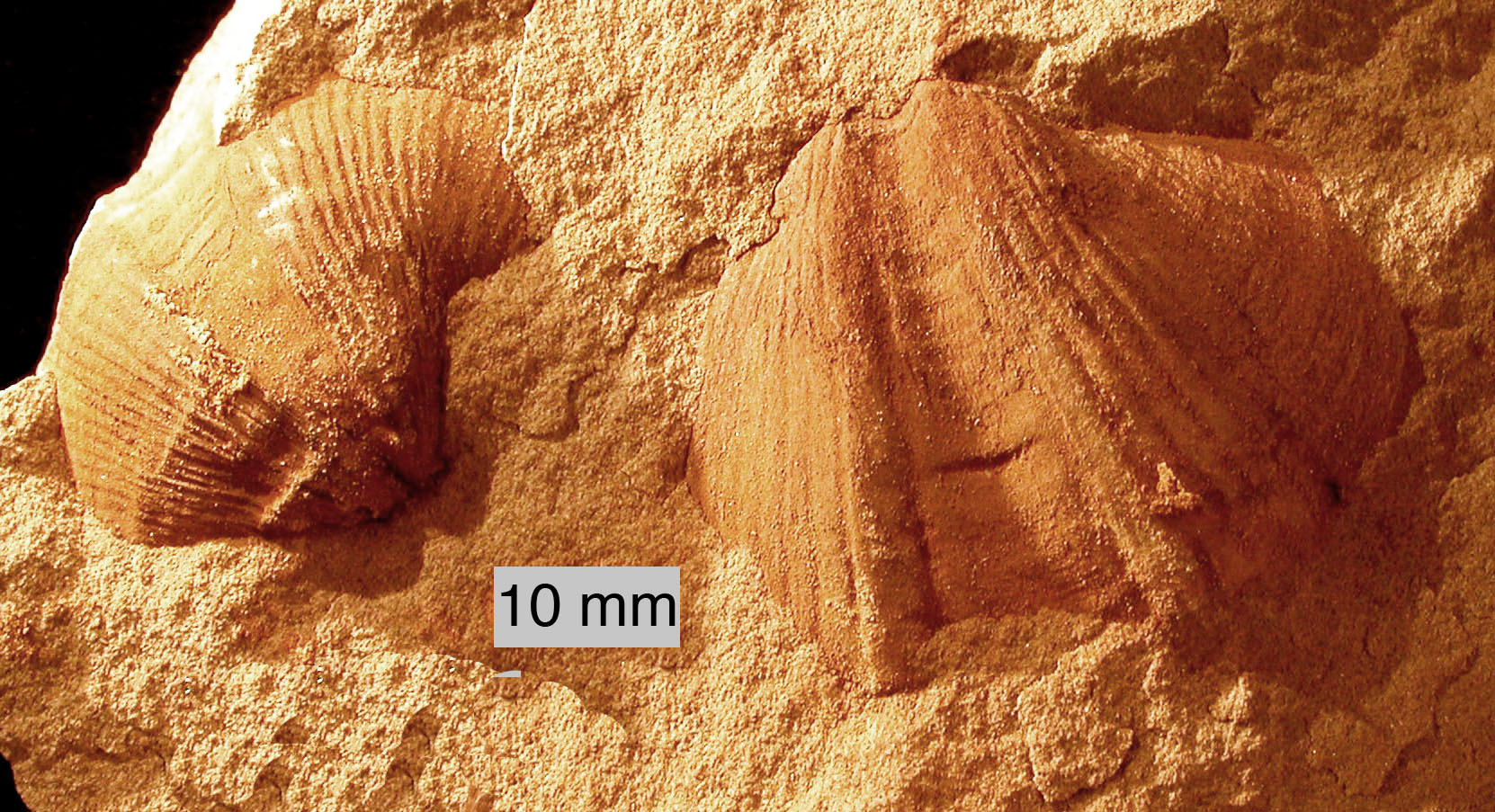
Syringothyris sp.; یک spiriferid بازوپایان یافت شده در ووستر، اوهایو
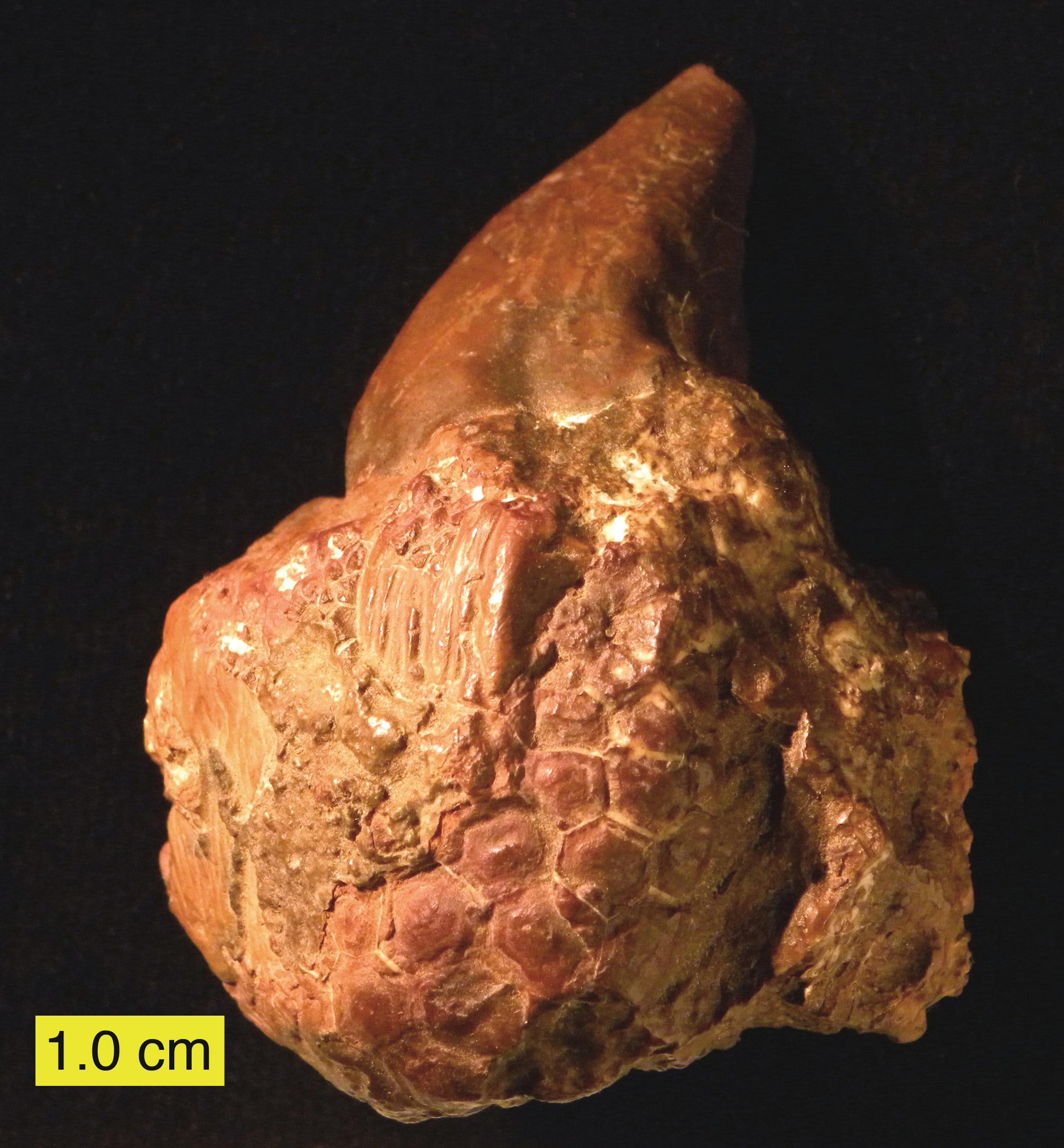
مخروط یک زنبق دریایی همراه یک platyceratid
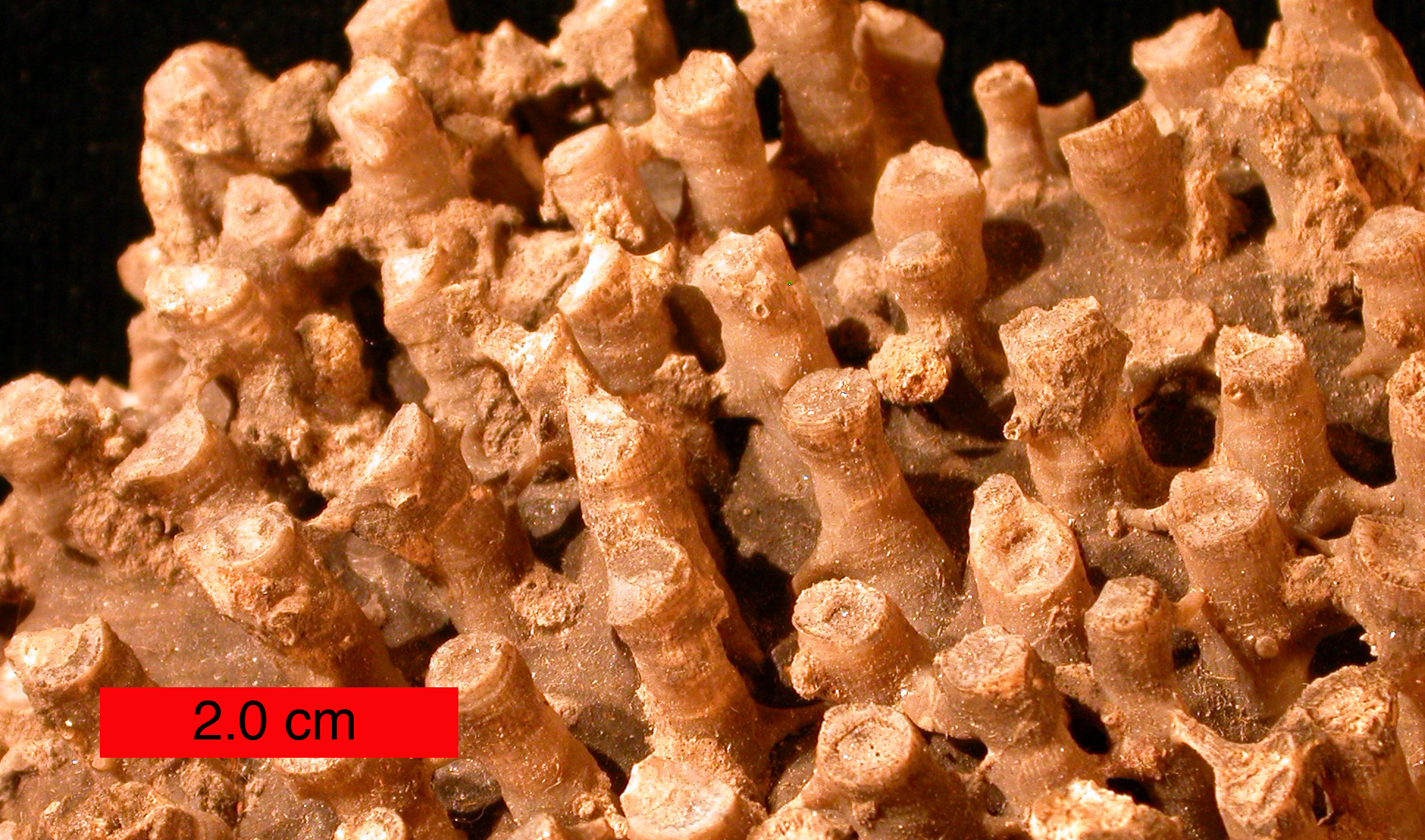
مرجان
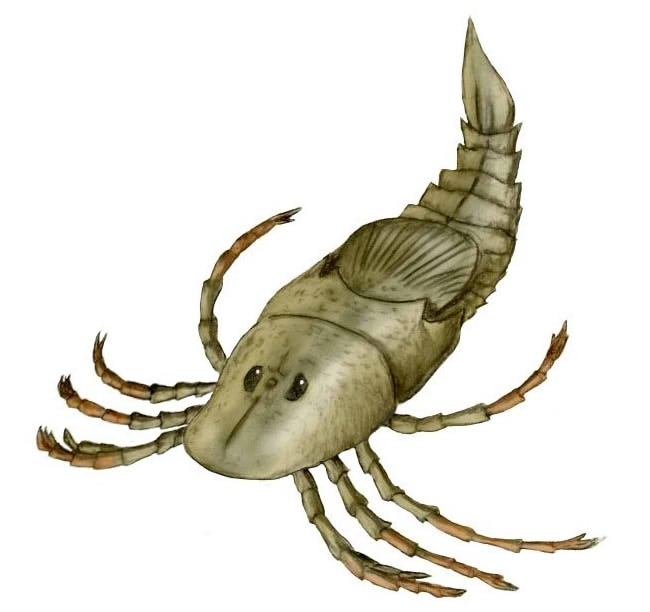
Megarachne
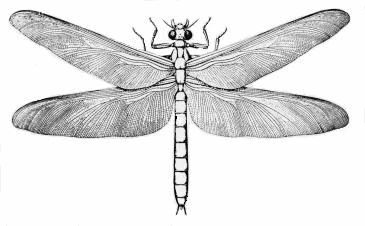
Meganeura حشره‌ای شبیه سنجاقک
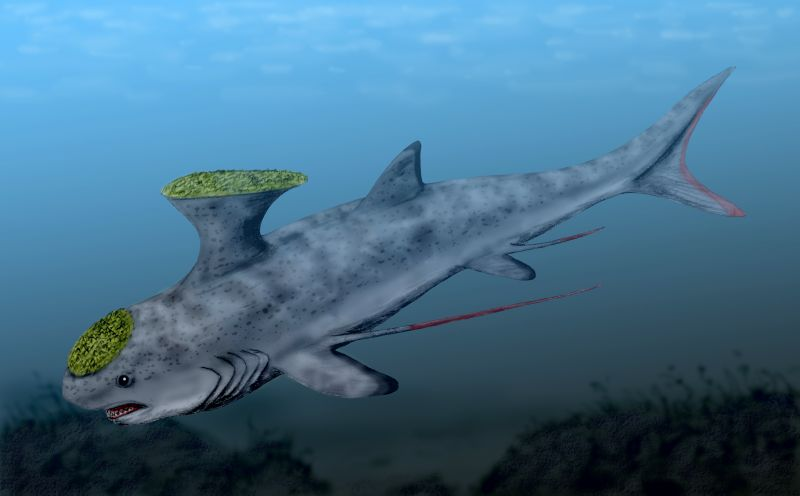
Akmonistion
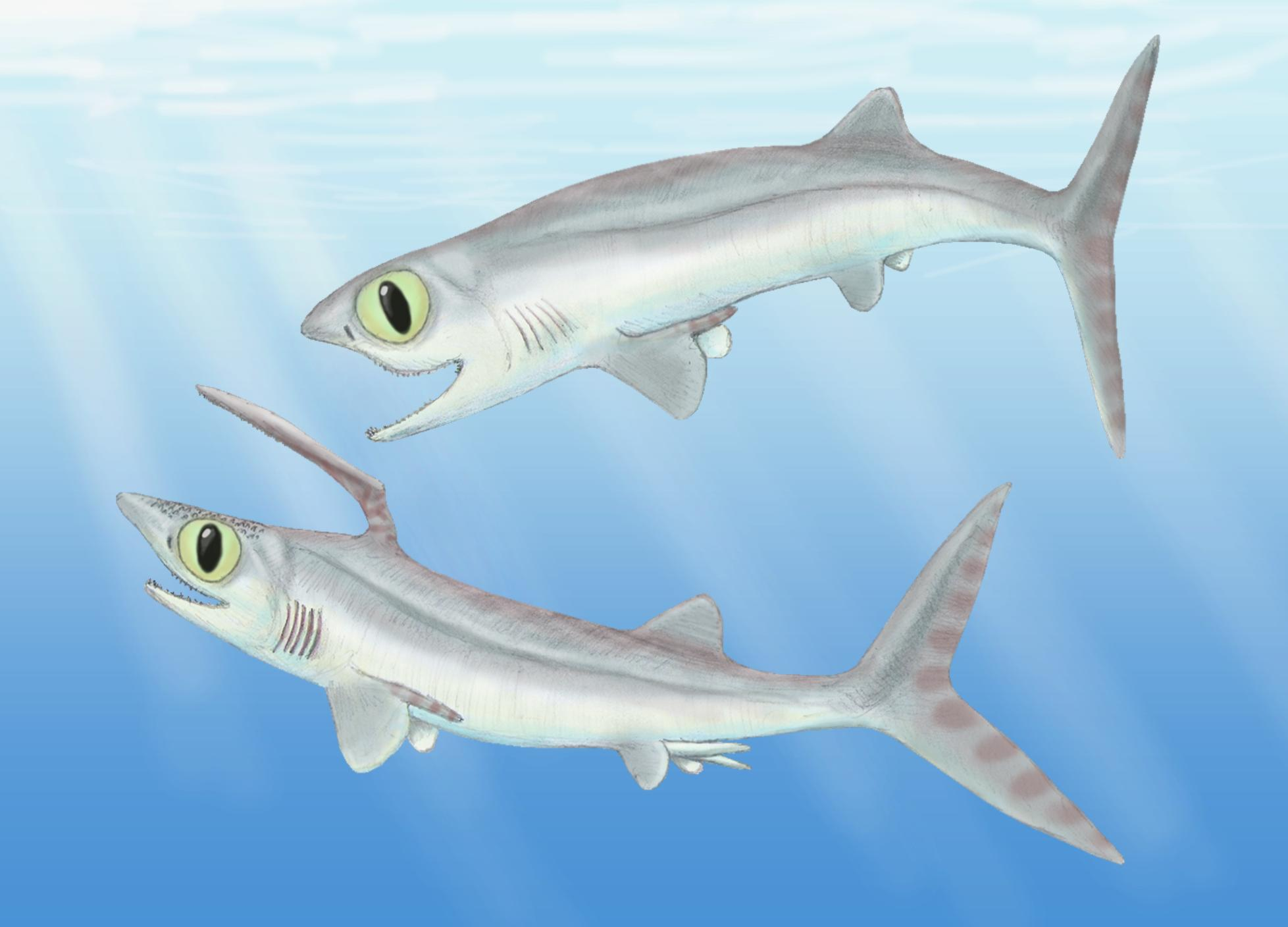
Falcatus
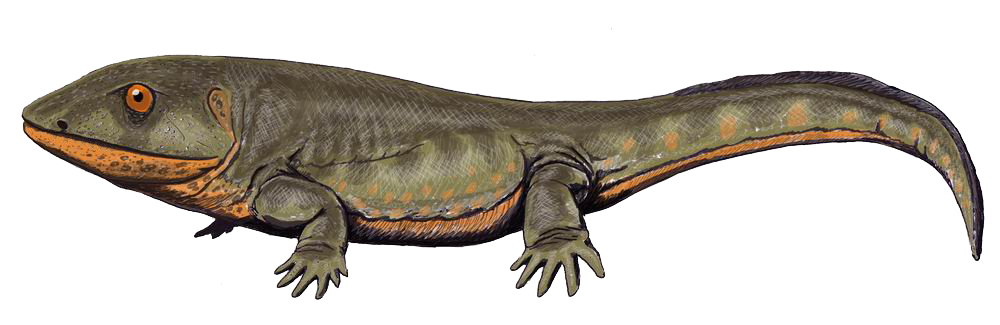
Pederpes یک دوزیست-مانند، نخستین چهاراندامان زیردوره میسیسیپین
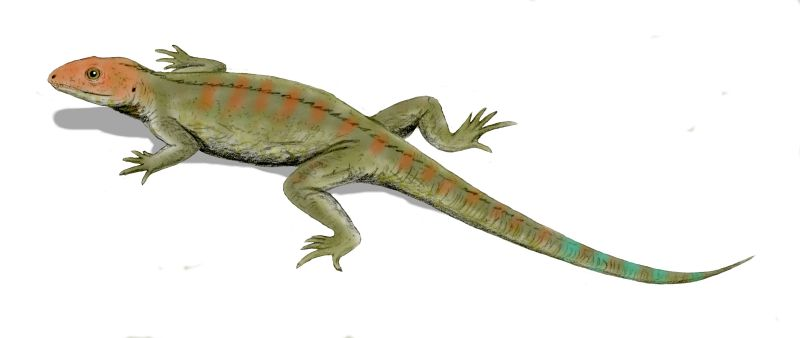
هیلونوموس, نخستین خزنده‌چهرگان خزندگان. در دوره پنسیلوانین پدید آمد.
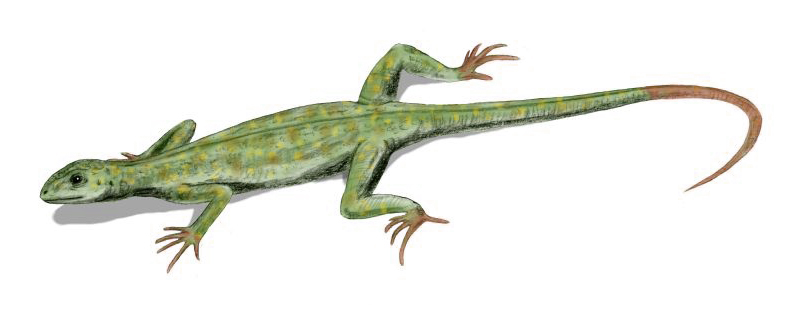
پترولاکوسور, نخستین دوکمانان در اواخر دوره کربونیفر.
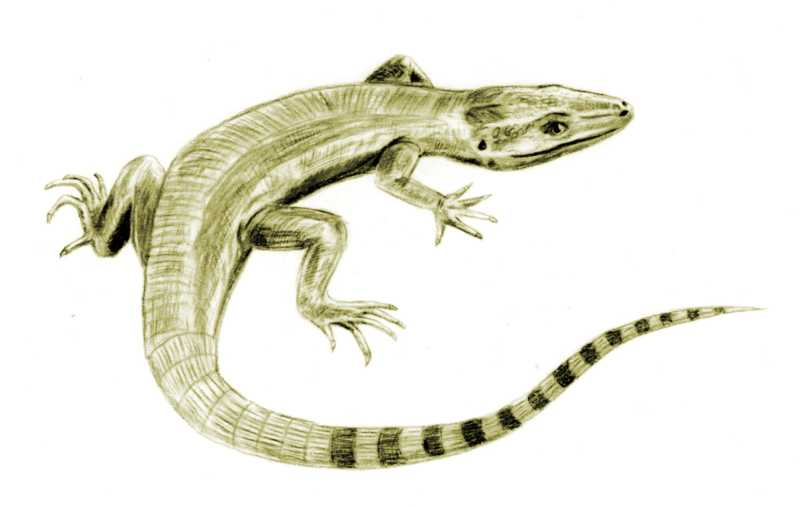
آرکائوتیریس یکی از نخستین هم‌کمانان.